# Ropalidia distigma
Ropalidia distigma är en getingart som först beskrevs av Gerst. 1857.  Ropalidia distigma ingår i släktet Ropalidia och familjen getingar. Inga underarter finns listade i Catalogue of Life.